# Hymn for the Weekend
Hymn for the Weekend è un singolo del gruppo musicale britannico Coldplay, pubblicato il 5 febbraio 2016 come secondo estratto dal settimo album in studio A Head Full of Dreams.
È stato annunciato come secondo singolo dal gruppo il 25 gennaio 2016.

## Descrizione
In un'intervista con BBC News, il bassista Guy Berryman ha spiegato come il frontman Chris Martin volesse che la versione originaria del brano fosse da suonare nei club e alle feste, scelta stilistica non condivisa dai restanti componenti del gruppo; per ovviare al cambio di stile Martin ha contattato la cantautrice statunitense Beyoncé per farla collaborare ad alcune parti vocali aggiuntive. Intorno allo stesso periodo Martin ha confermato la storia di Berryman, dichiarando:
Sebbene la versione finale risulti essere un brano pop, non mancano influenze musicali tratte dal dance pop e dalla club music.

## Accoglienza
Hymn for the Weekend è andato incontro a pareri misti da parte della critica specializzata. Jody Rosen di Billboard lo ha definito «il brano più potente dell'album», mentre Helen Brown di The Daily Telegraph ha scritto che «Beyoncé porta le sue armonie e la sua vocalità senza fronzoli, con una breve escursione tra Contemporary R&B e indie pop, che si apre con una paradisiaca melodia. La sua performance incontra Chris Martin, che abbandona il suo falsetto con una voce più grezza e bilanciata». Sarah Rodman di The Boston Globe ha scritto che «con Hymn for the Weekend l'album si solleva davvero sulle ali di un coro angelico (magnificamente sostenuto da Beyoncé), un pianoforte spavaldo e un brano euforico e leggermente funky che rafforza l'esclamazioni di Martin di sentirsi sempre più estasiato».
In una recensione negativa, Carl Williot di Idolator ha scritto: «Il supporto di Beyoncé al brano è quasi uguale all'energia trasportata dall'album, ma manca il dramma di 'Princess of China' con Rihanna [...] ci si aspetterebbe un momento di grande successo» ma i Coldplay si comportano come «dei fustacchioni che cercano di fare la spavalderia da club, senza dare grandi risultati».

## Video musicale
Il video musicale, diretto da Ben Mor e girato a Mumbai, è stato pubblicato il 29 gennaio 2016 attraverso il canale YouTube del gruppo e ha visto la partecipazione della cantante Beyoncé e dell'attrice indiana Sonam Kapoor. Esso mostra scene del gruppo intento a eseguire il brano durante l'Holi con altre in cui Martin si reca a vedere un film di Bollywood con protagonista Beyoncé.

## Tracce
CD promozionale (Europa)
1. Hymn for the Weekend – 4:18

Download digitale – Live from the BRITs
1. Hymn for the Weekend (Live from the BRITs) – 3:50

Download digitale – SeeB Remix
1. Hymn for the Weekend (SeeB Remix) – 3:32

## Formazione
Gruppo
- Chris Martin – voce, pianoforte, arrangiamento
- Jonny Buckland – chitarra, arrangiamento
- Guy Berryman – basso, arrangiamento
- Will Champion – batteria, voce, arrangiamento

Altri musicisti
- Rik Simpson – voce e strumentazione aggiuntiva
- Stargate – strumentazione aggiuntiva, arrangiamento
- Nico Berryman, Jonah Buckland, Violet Buckland, Blue Ivy Carter, Ava Champion, Juno Champion, Marianna Champion, Rex Champion, Aubrey Costall, Harvey Costall, Brian Eno, Elise Eriksen, Hege Fossum Eriksen, Selma Eriksen, Jacob Green, Sophia Green, Daniel Grollo, Finn Grollo, Kat Grollo, Mathilda Grollo, Max Harvey, Rafi Harvey, Idil Hermansen, Isak Hermansen, Alison Martin, Apple Martin, Moses Martin – coro
- Beyoncé – voce
- Tim Bergling – programmazione aggiuntiva
- Regiment Horns – ottoni

Produzione
- Stargate – produzione
- Rik Simpson – produzione, missaggio
- Daniel Green – co-produzione, ingegneria del suono aggiuntiva
- Bill Rahko – ingegneria del suono
- Tom Bailey, Robin Baynton, Jaime Sickora, Aleks Von Korff – ingegneria del suono aggiuntiva
- Laurence Anslow, Fiona Cruickshank, Nicolas Essig, Olga Fitzroy, Jeff Gartenbaum, Christian Green, Pablo Hernandez, Phil Joly, Miguel Lara, Matt McGinn, Chris Owens, Roxy Pope, John Prestage,  Kyle Stevens, Derrick Stockwell, Matt Tuggle, Ryan Walsh, Will Wetzel – assistenza tecnica
- Emily Lazar – mastering

## Classifiche

### Classifiche settimanali
| Classifica (2016-25)             | Posizione massima |
| -------------------------------- | ----------------- |
| Argentina                        | 89                |
| Australia                        | 24                |
| Austria                          | 10                |
| Belgio (Fiandre)                 | 5                 |
| Belgio (Vallonia)                | 2                 |
| Canada                           | 32                |
| Danimarca                        | 20                |
| Emirati Arabi Uniti              | 9                 |
| Francia                          | 3                 |
| Germania                         | 11                |
| Grecia                           | 58                |
| Irlanda                          | 7                 |
| Italia                           | 2                 |
| Libano                           | 1                 |
| Lussemburgo                      | 4                 |
| Malaysia                         | 11                |
| Norvegia                         | 14                |
| Paesi Bassi                      | 18                |
| Polonia                          | 1                 |
| Portogallo                       | 9                 |
| Regno Unito                      | 6                 |
| Repubblica Ceca                  | 2                 |
| Russia                           | 2                 |
| Singapore                        | 5                 |
| Slovacchia                       | 21                |
| Slovenia                         | 10                |
| Spagna                           | 5                 |
| Stati Uniti                      | 25                |
| Stati Uniti (rock & alternative) | 5                 |
| Svezia                           | 38                |
| Svizzera                         | 7                 |
| Ucraina                          | 15                |
| Ungheria                         | 8                 |

### Classifiche di fine anno
| Classifica (2016) | Posizione |
| ----------------- | --------- |
| Brasile           | 14        |
| Islanda           | 2         |
| Italia            | 4         |
| Classifica (2017) | Posizione |
| Brasile           | 104       |